# Hrabstwo Lee (Missisipi)
Hrabstwo Lee (ang. Lee County) – hrabstwo w stanie Missisipi w Stanach Zjednoczonych. Obszar całkowity hrabstwa obejmuje powierzchnię 453,14 mil² (1173,63 km²). Według szacunków United States Census Bureau w roku 2009 miało 81 913 mieszkańców.
Hrabstwo powstało w 1866 roku.

## Miejscowości
- Baldwyn
- Guntown
- Plantersville
- Mooreville (CDP)
- Saltillo
- Shannon
- Tupelo
- Verona[4]

| Populacja hrabstwa w poprzednich latach | Populacja hrabstwa w poprzednich latach |
| Rok                                     | Liczba ludności                         |
| --------------------------------------- | --------------------------------------- |
| 1980                                    | 57 024                                  |
| 1990                                    | 65 581                                  |
| 2000                                    | 75 755                                  |
| 2005                                    | 78 793                                  |